# Przeginia (Petite-Pologne)
Pour les articles homonymes, voir Przeginia.
Przeginia est une localité polonaise de la gmina de Jerzmanowice-Przeginia, située dans le powiat de Cracovie en voïvodie de Petite-Pologne.